# Bombardamento di Fort Lamy
Il bombardamento di Fort Lamy fu un episodio della campagna dell'Africa occidentale della seconda guerra mondiale: il 21 gennaio 1942 un solitario bombardiere Heinkel He 111 della Luftwaffe tedesca, partito da una pista in Libia, attaccò la base aerea francese di Fort Lamy (attuale N'Djamena) nel Ciad meridionale, dopo un volo di 2.000 chilometri sopra il deserto del Sahara; l'incursione fu un successo, portando alla distruzione di un vasto quantitativo di carburante immagazzinato nella base oltre a 10 aerei a terra.
Sulla via del rientro, il velivolo tedesco fu costretto a un atterraggio di emergenza in pieno deserto a causa della mancanza di carburante, ma dopo una settimana l'equipaggio fu soccorso e recuperato dalle forze dell'Asse.

## Antefatti
La colonia del Ciad fu il primo territorio d'oltremare francese a rispondere all'appello lanciato dal generale Charles de Gaulle alla vigilia della sconfitta degli Alleati nella campagna di Francia del maggio-giugno 1940: il governatore Félix Éboué proclamò il 3 luglio 1940 l'adesione della colonia al movimento della Francia Libera, intenzionato a portare avanti la guerra contro l'Asse nonostante la capitolazione della Francia, e il Ciad divenne quindi una base sicura per le incursioni delle forze francesi e del Long Range Desert Group britannico contro i presidi italiani nel sud della Libia (azioni culminate il 1º marzo 1941 con la presa dell'oasi di Cufra); l'aeroporto della capitale Fort Lamy divenne inoltre uno scalo intermedio lungo la rotta di rifornimento aereo tra la base alleata de Il Cairo e i porti dell'Africa occidentale.
L'idea di attaccare la base alleata di Fort Lamy fu proposta da Theo Blaich, un ex piantatore ed esploratore tedesco divenuto capitano della Luftwaffe: la proposta di sferrare un massiccio attacco contro la base fu scartata dall'alto comando tedesco, ma l'idea di lanciare almeno una limitata incursione aerea fu bene accolta da Erwin Rommel, comandante del Deutsches Afrikakorps, che vi vide anche un modo per distrarre gli Alleati dalla sua imminente offensiva sul fronte libico prevista per il 21 gennaio 1942.
Verso la fine di gennaio del 1942 Blaich concentrò la sua piccola unità (Sonderkommando Blaich) presso la base aerea italiana di Hon, nel centro della Libia: la formazione comprendeva un bombardiere Heinkel He 111 tedesco, distaccato dal Fliegerführer Afrika, e un Savoia-Marchetti S.M.81 italiano con funzioni di supporto logistico; all'equipaggio tedesco dello He 111 fu aggregato, in qualità di navigatore, il maggiore italiano Roberto Vimercati Sanseverino, esploratore e buon conoscitore della regione sahariana. Il 20 gennaio i due velivoli si trasferirono presso il "Campo Uno", una striscia di deserto nel sud della Libia favorevole all'atterraggio di velivoli, scoperta e segnata dallo stesso Sanseverino durante un safari nel 1935: la pista fu attrezzata come base improvvista e lo He 111 preparato per l'incursione prevista per l'indomani.

## L'incursione
Alle 08:00 del 21 gennaio lo He 111, pilotato dal tenente Franz Bohnsack, decollò dal "Campo Uno" alla volta di Fort Lamy, dopo essere stato caricato con 1.000 galloni di carburante e sedici bombe da 50 chili l'una; a dispetto degli incoraggianti bollettini meteo iniziali, il tempo si mantenne brutto per quasi tutto il viaggio, portando a un consumo di carburante superiore a quanto inizialmente calcolato. Verso le 12:00 il velivolo arrivò in vista del Lago Ciad, importante punto di riferimento nel bel mezzo del deserto, e la navigazione poté farsi più accurata nonostante il perdurare del cattivo tempo; verso le 14:30, il velivolo giunse infine sopra Fort Lamy.
L'essere arrivato da sud e nel primo pomeriggio favorì l'azione del bombardiere che non venne minimamente contrastato dalle difese a terra, colte completamente di sorpresa: lanciate su alcuni capannoni, le sedici bombe dello He 111 provocarono la detonazione di un deposito di carburante con la conseguente distruzione di 400.000 litri di benzina e di 10 aerei parcheggiati a terra, oltre a provocare sette feriti tra il personale della base. L'aereo tedesco si allontanò poi senza aver riportato danni.
L'aereo cercò di ritornare verso Campo Uno, ma le pessime condizioni meteo e l'approssimarsi della notte resero ancora più difficile la navigazione; verso le 18:30, finito fuori rotta, con il carburante agli sgoccioli e senza aver ottenuto risposta a una richiesta di SOS lanciata, il velivolo dovette tentare un atterraggio di emergenza in pieno deserto: il tenente Bohnsack fu abile nel trovare un punto di atterraggio adeguato e portò a terra l'aereo senza danni. L'equipaggio cercò di contattare la base della Luftwaffe di Agedabia, ma senza risultati: con acqua e viveri per sei giorni, gli aviatori italo-tedeschi si rassegnarono quindi ad attendere i soccorsi. Un contatto con la base di Agedabia fu infine ottenuto dopo due giorni di tentativi, e la posizione del velivoli stimata in un raggio di 190 km da Campo Uno: il 27 gennaio, dopo numerose ricerche, l'equipaggio fu infine localizzato da un Caproni Ca.309 Ghibli italiano, che lo rifornì di acqua e viveri. Il giorno successivo uno Junkers Ju 52 tedesco recapitò un carico di carburante, e lo He 111 di Blaich poté quindi rientrare con propri mezzi a Campo Uno